# Linia kolejowa nr 77
Linia kolejowa nr 77: Janików – Świerże Górne – drugorzędna, jednotorowa, zelektryfikowana linia kolejowa znaczenia państwowego, łącząca mijankę Janików i stację Świerże Górne. Budowę bocznicy kolejowej rozpoczęto w 1968 roku w celu obsługi Elektrowni Kozienice. Linia jest używana w tym celu do dzisiaj (2024).

## Charakterystyka techniczna
Linia w całości jest klasy D3, maksymalny nacisk osi wynosi 221 kN dla lokomotyw oraz wagonów, a maksymalny nacisk liniowy wynosi 71 kN (na metr bieżący toru). Linia wyposażona jest w sieć trakcyjną typu YC120-2C, przystosowaną do maksymalnej prędkości 120 km/h, obciążalności prądowej 1725 A, a minimalna odległość między odbierakami prądu wynosi 20 m. Linia zaopatrzona jest w elektromagnesy samoczynnego hamowania pociągów. Linia podlega pod obszar konstrukcyjny ekspozytury Centrum Zarządzania Linii Kolejowych Lublin, a także pod Zakład Linii Kolejowych Skarżysko-Kamienna. Prędkość maksymalna poruszania się pociągów na linii wynosi 50 km/h, a jej prędkość konstrukcyjna wynosi 80 km/h.